# Ламбсхајм
Ламбсхајм (њем. Lambsheim) општина је у њемачкој савезној држави Рајна-Палатинат. Једно је од 25 општинских средишта округа Рајна-Палатинат. Према процјени из 2010. у општини је живјело 6.329 становника. Посједује регионалну шифру (AGS) 7338016.

## Географски и демографски подаци
Ламбсхајм се налази у савезној држави Рајна-Палатинат у округу Рајна-Палатинат. Општина се налази на надморској висини од 95–98 метара. Површина општине износи 12,8 km². У самом мјесту је, према процјени из 2010. године, живјело 6.329 становника. Просјечна густина становништва износи 496 становника/km².

## Међународна сарадња
| Мјесто | Држава    | Врста сарадње | Од    |
| ------ | --------- | ------------- | ----- |
|        | Француска | партнерство   | 1991. |
| Извор  |           |               |       |